# Pévèle
De Pévèle (Nederlands: Pevelen) is een streek in het Franse Noorderdepartement, ten zuidoosten van de stad Rijsel. Het was een van de vijf landen of kwartieren van de kasselrij Rijsel.

## Ligging
De Pévèle ligt ten zuidoosten van de stad Rijsel. De rivier de Marque vormt de noordwestgrens, de grens met het kwartier Mélantois. De Pévèle ligt op de waterscheiding van de Leie (via de Marque en Deule) en de Scarpe, twee zijrivieren van de Schelde. In het oosten grenst de Pévèle aan België. De streek heeft een licht golvend reliëf, met de Pevelenberg met 107 meter als hoogste punt.
Gemeenten en plaatsen in de Pévèle zijn Attiches, Bachy, Bereu, Bourghelles, Bouvines, Camphin-en-Pévèle, Cappelle-en-Pévèle, Chéreng, Cobrieux, Cysoing, Ennetières-en-Pévèle (nu in Avelin), Ennevelin, Genech, Gruson, Landas, Louvil, Mérignies, Moncheaux, Mons-en-Pévèle, Mouchin, Nomain, Ostricourt, Pont-à-Marcq, Templeuve-en-Pévèle, Thumeries, Tourmignies, Wahagnies en Wannehain.
Ook een aantal plaatsen ten oosten van het vroegere kwartier Pévèle worden tot de landstreek van de Pévèle in ruimere zin gerekend, zoals Aix-en-Pévèle, Anhiers, Auchy-lez-Orchies, Bersée, Beuvry, Bousignies, Brillon, Coutiches, Faumont, Flines-lez-Raches, Lecelles, Marchiennes, Maulde, Millonfosse, Nivelle-en-Pévèle, Orchies, Râches, Raimbeaucourt, Rosult, Rumegies, Sars-et-Rosières, Saméon, Saint-Amand-les-Eaux, Thun-Saint-Amand, Tilloy-lez-Marchiennes, Vred en Warlaing.

## Geschiedenis
De Pévèle ontstond uit de Pabula, een pagus van de civitas van de Menapii. Deze streek was groter dan hele latere kwartier. Ten westen lag de Marque, ten zuiden de Skarpe en ten oosten de Elnon. Plaatsen als Beuvry, Saméon, Marchiennes en Elnon (Saint-Amand), die vroeger tot de pagus behoorden, gingen naar de Oosterbant. Later werd de Pévèle een kwartier van de kasselrij Rijsel. Tot dit kwartier behoorden ook de plaatsen Chapelle des Cleppes (nu in Rumes), Esplechin, Howardries en Guignies, die tegenwoordig in België liggen. Plaatsen als Flines, Marchiennes en Orchies behoorden tot het baljuwschap van Dowaai (Bailliage de Douai).
In de middeleeuwen was de streek meermaals het toneel van veldslagen, zoals de Slag bij Bouvines in 1214 en de Slag bij Pevelenberg in 1304.
Tegenwoordig is het gebied dat grotendeels met het vroegere kwartier overeenkomt een onderdeel van de agglomeratie en instelling voor intergemeentelijke samenwerking Europese metropool van Rijsel. In 1993 werd ook een communauté des communes (een intergemeentelijk samenwerkingsverband) opgericht, genoemd naar de Pévèle.